# Montelongo
Montelongo är en ort och kommun i provinsen Campobasso i regionen Molise i Italien. Kommunen hade 346 invånare (2018).